# Cala Cala (Camacho)
Cala Cala (auch: Khala Khala) ist eine Ortschaft im Departamento La Paz im Hochland von Bolivien.

## Lage im Nahraum
Cala Cala liegt in der Provinz Eliodoro Camacho und ist der zweitgrößte Ort in dem 2009 neu gebildeten Municipio Escoma, vorher zum Municipio Puerto Acosta gehörig. Die Ortschaft liegt auf einer Höhe von 3883 m auf der bolivianischen Hochebene sieben Kilometer nordöstlich des Titicacasees in der Schwemmebene Khala Khala Pampa am Río Juca Jahuira.

## Geographie
Cala Cala liegt auf dem Altiplano am Westrand der bolivianischen Cordillera Real. Das Klima der Region ist ein typisches Tageszeitenklima, bei dem die mittleren Temperaturschwankungen im Tagesverlauf stärker ausfallen als im Jahresverlauf.
Die Durchschnittstemperatur der Region liegt bei knapp 9 °C (siehe Klimadiagramm Puerto Acosta), die Monatsdurchschnittstemperaturen schwanken nur unwesentlich zwischen knapp 6 °C im Juli und gut 10 °C von November bis Januar. Der Jahresniederschlag beträgt etwa 850 mm, die Monatswerte liegen zwischen unter 15 mm von Juni bis August und einer Feuchtezeit mit Werten zwischen 120 und 170 mm von Dezember bis März.

## Verkehrsnetz
Cala Cala liegt in einer Entfernung von 174 Straßenkilometern nordwestlich von La Paz, der Hauptstadt des gleichnamigen Departamentos.
Von La Paz führt die asphaltierte Nationalstraße Ruta 2 in nördlicher Richtung 70 Kilometer bis Huarina, von dort die Ruta 16 weitere 97 Kilometer über Achacachi, Ancoraimes und Puerto Carabuco nach Escoma. Escoma verlässt man nach Nordwesten auf der Brücke über den Río Suches, folgt dann unmittelbar hinter der Brücke einer unbefestigten Landstraße fünf Kilometer nach Norden und biegt dann in der Khala Khala Pampa noch weitere anderthalb Kilometer in nordwestlicher Richtung zur Ortsmitte von Cala Cala ab.

## Bevölkerung
Die Einwohnerzahl der Ortschaft ist im Jahrzehnt zwischen den letzten beiden Volkszählungen um etwa ein Fünftel zurückgegangen:
| Jahr | Einwohner         | Quelle       |
| ---- | ----------------- | ------------ |
| 1992 | keine Detaildaten | Volkszählung |
| 2001 | 619               | Volkszählung |
| 2012 | 508               | Volkszählung |
| 2024 |                   | Volkszählung |

Die Region weist einen hohen Anteil an Aymara-Bevölkerung auf, im Municipio Puerto Acosta in den Grenzen von 2001 haben 97,3 Prozent der Bevölkerung Aymara gesprochen.